# 乔恩·莱斯特
喬納森·泰勒·萊斯特（Jonathan Tyler Lester，1984年1月7日—）出生於美國華盛頓州塔科馬，為美國職棒大聯盟的投手。在長達一年多和淋巴癌的抗爭之後，萊斯特在2007年的世界大賽最後一場先發出場，並且拿下勝投。2008年5月，萊斯特在對堪薩斯市皇家時投出無安打比賽。

## 早期棒球生涯

### 高中時期
萊斯特高中就讀於貝拉明預備學校，在那裡他三次獲得了最有價值球員，並且三次入選全明星陣容。2000年他還獲得了佳得樂華盛頓州年度最佳球員。

### 小聯盟時期
在2002年的大聯盟選秀中，大家一致看好萊斯特會在第一輪被選中，但是當時他還握有亞利桑那州立大學的獎學金，因此很多球隊都不敢選他。當年紅襪隊沒有第一輪選秀權，所以他們擁有足夠的資金簽下萊斯特。在第二輪中，紅襪挑選了萊斯特，他的簽約金是所有第二輪被選中的球員中最高的，高達100萬美元。
2005年萊斯特在波士頓紅襪小聯盟2A波特蘭海狗隊效力，投出了11勝6敗的成績，防禦率2.61和163次三振都是聯盟最好的。在這一年他獲得了多項榮譽，包括了東方聯盟年度最佳投手、波士頓紅襪小聯盟年度最佳投手，並入選了東方聯盟全明星陣容。
萊斯特在紅襪小聯盟系統中一直都是排名靠前的球員之一，多家球隊都想要交換得到他。2004年在阿萊克斯·羅德里格斯的爭奪戰中，德州游騎兵就希望得到萊斯特。2006年和佛羅里達馬林魚交易賈許·貝基特的過程中，馬林魚也提出想換得萊斯特的想法，但最終紅襪還是留住了萊斯特。

## 大聯盟時期

### 波士頓紅襪時期
2006-07

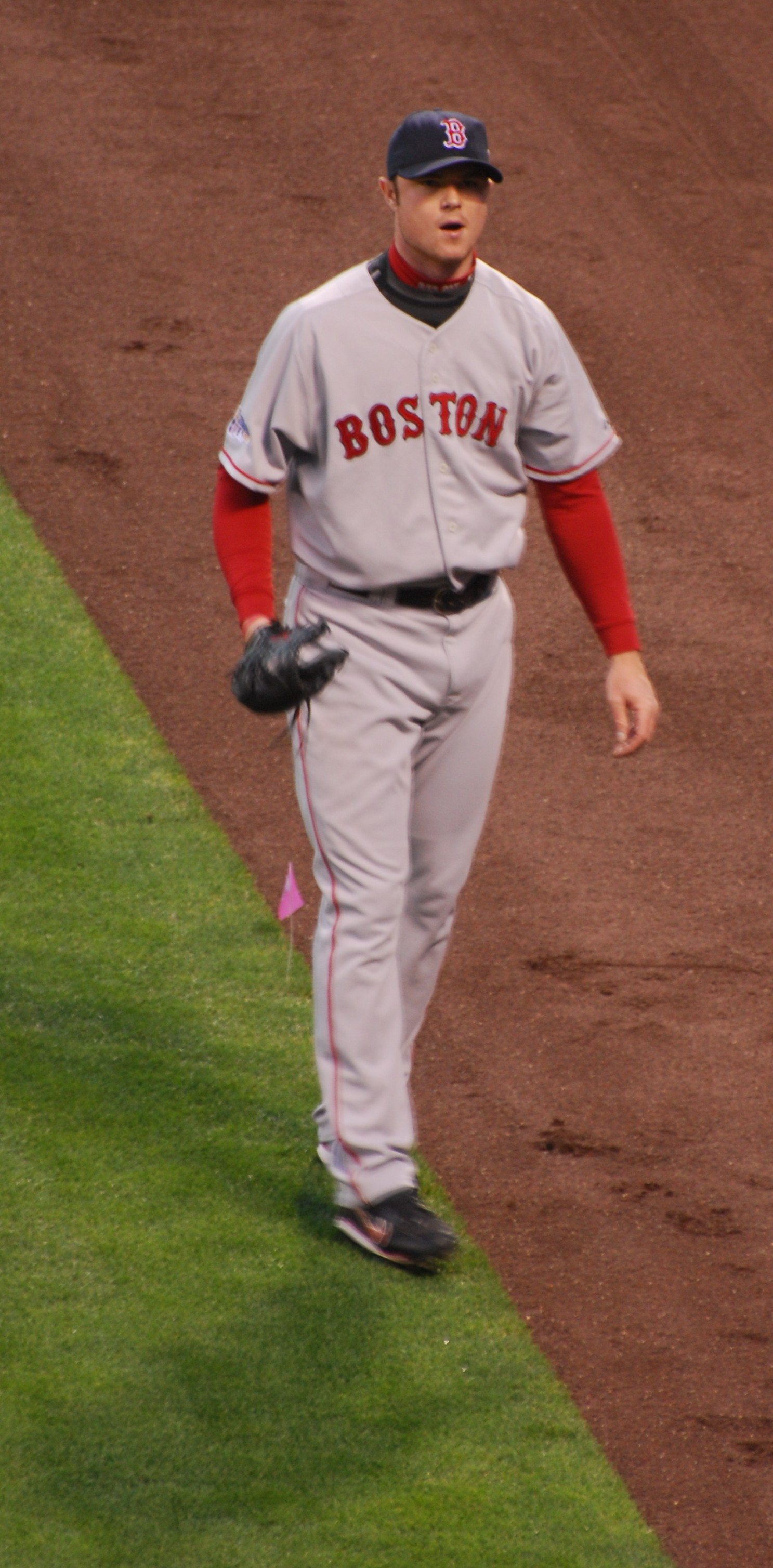
2007年世界大賽第四場開賽前的萊斯特

由於紅襪的先發投手群受到了傷病的困擾，2006年6月10日，紅襪決定把萊斯特叫上大聯盟，他也在對德州游騎兵的比賽中完成了他在大聯盟的處子秀。在這一年，萊斯特在大聯盟投了81又1/3局，防禦率4.76。
在2007年世界大賽第四場中，萊斯特頂替提姆·韋克菲爾德先發出場，主投5又2/3局無失分，幫助球隊橫掃科羅拉多落磯。
在2007賽季結束後，紅襪想用萊斯特和其他幾位球員去交易明尼蘇達雙城的尤漢·山塔納，但最終雙城隊還是把山塔納換到了紐約大都會。

2008年萊斯特投出了16勝6敗、防禦率3.21的優異成績，其中包括了一場無安打比賽以及在洋基主場完封紐約洋基隊，僅被打出5支安打。他在7月和9月都獲得了美聯單月最佳投手的榮譽。在季後賽美聯分區賽面對洛杉磯天使的比賽中，萊斯特先發兩場，主投14局未失1分自責分，表現十分精彩，是淘汰天使隊的最大功臣。但在美聯冠軍賽對上坦帕灣光芒的比賽中，萊斯特先發兩場均吞下敗投，沒能再度進軍世界大賽。

#### 無安打比賽
2008年5月10日，萊斯特在對堪薩斯市皇家的比賽中，投出了他在大聯盟的第一場無安打比賽，這是紅襪隊史上的第18場無安打比賽。在這場比賽中，萊斯特總共投了130球，9次三振，僅僅只有兩次四壞球保送。這是自1956年梅爾·帕內爾（Mel Parnell）之後，第一個投出無安打比賽的紅襪左投手，而大聯盟上一場無安打比賽是他的隊友克雷·布克霍爾茲在2007年9月1日投出的。這也是捕手傑森·瓦瑞泰克接捕的第四場無安打比賽。歷史上只有兩位投手對皇家隊投出過無安打，另外一位是諾蘭·萊恩在1973年投出的。
紅襪隊的主教練特里·弗蘭克納在這場比賽之前參加了他兒子在賓夕法尼亞大學的畢業典禮，他在賽後表示：“雖然這麼說可能有點不公平，但我的感覺就象我兒子畢業和我兒子投出無安打比賽一樣。雖然這可能是出於我的私心才會這麼說，但我想大家此時此刻的感受都是一樣的。”
就像達斯汀·佩德羅亞的飛身撲救保住了布克霍爾茲的無安打比賽一樣，新人雅戈比·艾爾斯布里在第四局的魚躍撲球讓萊斯特的無安打希望得以延續。

2009年3月8日，萊斯特和紅襪續約5年，總價值3000萬美元。他在6月6日對德州游騎兵的比賽中險些再度投出無安打比賽，他連續解決19人次，僅用61球，但在第7局被邁克爾·楊擊出一支二壘安打破壞了無安打比賽，但最終萊斯特還是完投比賽，送出11次三振。這個賽季他一共有6場比賽投出10次以上的三振，是紅襪隊史上所有左投手中最多的。
2010年開季階段萊斯特表現並不理想，但在4月最後一場先發拿到勝投後，他在5月份拿到5勝0敗防禦率1.84的好成績，並且第三次獲得美聯單月最佳投手。他入選了該賽季的全明星賽，這是他首次入選全明星賽。
2014年5月與Jonny Gomes被交易到奧克蘭運動家隊，紅襪隊獲得Yoenis Céspedes。

### 奧克蘭運動家時期
萊斯特在被交易至運動家前曾表態季末絕對不會和運動家簽約但不排除和紅襪簽約,但運動家為了衝季後賽還是把他交易來為運動家例行賽出賽11場留下6勝4敗2.35的防禦率為她生涯對單一球隊所留下最佳的防禦率。萊斯特是出了名不牽制壘包的投手,結果在外卡殊死戰萊斯特單場被皇家盜壘3次運動家隊8-9輸球結束2014球季,萊斯特在這場殊死戰投出7局8安打失6分防禦率7.36結束這個球季。

### 芝加哥小熊時期
2014年12月9日萊斯特簽下小熊隊隊史破紀錄的6年1.55億美金的大合約而簽約金也是大聯盟破紀錄的3000萬美金。
2015年球季萊斯特在代表小熊隊季後賽的2場比賽都投的不佳總計0勝2敗防禦率4.50。

2016年球季萊斯特恢復水準例行賽投出19勝5敗防禦率2.44及197次三振的帶領下幫助小熊打出單季103勝58敗的好成績,也是繼2008年之後小熊隊再次拿下分區冠軍。10月7日季後賽第一輪對巨人第一場比賽萊斯特投出8局無失分的帶領下幫助球隊以1比0拿下第一戰最後球隊以3-1拿下系列賽晉級第二輪。第二輪小熊面對道奇雷斯特2場先發第一場6局4安失一分無關勝敗球隊勝利第二場7局5安失一分勝投的帶領下小熊在系列賽1-2落後下逆轉4-2拿下國聯冠軍,進軍睽違71年的世界大賽,而小熊隊也已經108年不曾拿下世界大賽,而萊斯特與隊友巴耶茲（Javier Baez）一起拿下國聯的MVP。
世界大賽第一場萊斯特先發5.2局失三分吞敗,而在三局下半萊斯特已經抓到Francisco Lindor 要盜壘的情況下還是不把球投到一壘牽制讓Lindor安全回到一壘最後成功盜二壘後回來得分世界大賽第五戰小熊隊系列賽以1-3落後的情況下打本季最後一場小熊隊主場比賽萊斯特先發6局失2分的好投再加上終結者查普曼(Aroldis Chapman)7局提前登板總計2.2局1安打4次三振的帶領下以3-2拿下第五戰,也是小熊隊睽違71年的世界大賽主場首勝
。

### 生涯成績
| 年度       | 球隊       | 登板 | 先發 | 完投 | 完封 | 無保送 | 勝  | 敗 | 救援成功 | 救援 | 勝率  | 面對打者 | 局數   | 被安打 | 被全壘打 | 保送 | 敬遠 | 故意保送 | 三振 | 暴投 | Balk | 失分 | 責失分 | 防禦率 | WHIP |
| 2006       | 紅襪       | 15   | 15   | 0    | 0    | 0      | 7   | 2  | 0        | 0    | .778  | 367      | 81.1   | 91     | 7        | 43   | 1    | 5        | 60   | 5    | 0    | 43   | 43     | 4.76   | 1.65 |
| 2007       | 紅襪       | 12   | 11   | 0    | 0    | 0      | 4   | 0  | 0        | 0    | 1.000 | 275      | 63.0   | 61     | 10       | 31   | 0    | 1        | 50   | 1    | 0    | 33   | 32     | 4.57   | 1.46 |
| 2008       | 紅襪       | 33   | 33   | 2    | 2    | 0      | 16  | 6  | 0        | 0    | .727  | 874      | 210.1  | 202    | 14       | 66   | 1    | 10       | 152  | 3    | 1    | 78   | 75     | 3.21   | 1.27 |
| 2009       | 紅襪       | 32   | 32   | 2    | 0    | 1      | 15  | 8  | 0        | 0    | .652  | 843      | 203.1  | 186    | 20       | 64   | 0    | 3        | 225  | 6    | 0    | 80   | 77     | 3.41   | 1.23 |
| 2010       | 紅襪       | 32   | 32   | 2    | 0    | 1      | 19  | 9  | 0        | 0    | .679  | 861      | 208.0  | 167    | 14       | 83   | 0    | 10       | 225  | 6    | 0    | 81   | 75     | 3.25   | 1.20 |
| 2011       | 紅襪       | 31   | 31   | 0    | 0    | 0      | 15  | 9  | 0        | 0    | .625  | 799      | 191.2  | 166    | 20       | 75   | 0    | 11       | 182  | 4    | 0    | 77   | 74     | 3.47   | 1.26 |
| 2012       | 紅襪       | 33   | 33   | 3    | 0    | 1      | 9   | 14 | 0        | 0    | .391  | 876      | 205.1  | 216    | 25       | 68   | 2    | 4        | 166  | 6    | 0    | 117  | 110    | 4.82   | 1.38 |
| 2013       | 紅襪       | 33   | 33   | 1    | 1    | 1      | 15  | 8  | 0        | 0    | .652  | 903      | 213.1  | 209    | 19       | 67   | 0    | 7        | 177  | 5    | 0    | 94   | 89     | 3.75   | 1.29 |
| 2014       | 紅襪       | 21   | 21   | 0    | 0    | 0      | 10  | 7  | 0        | 0    | .588  | 580      | 143.0  | 128    | 9        | 32   | 0    | 4        | 149  | 2    | 0    | 52   | 40     | 2.52   | 1.12 |
| 2014       | 運動家     | 11   | 11   | 1    | 1    | 0      | 6   | 4  | 0        | 0    | .600  | 305      | 76.2   | 66     | 7        | 16   | 0    | 1        | 71   | 1    | 0    | 24   | 20     | 2.35   | 1.07 |
| '14計      | 運動家     | 32   | 32   | 1    | 1    | 0      | 16  | 11 | 0        | 0    | .593  | 885      | 219.2  | 194    | 16       | 48   | 0    | 5        | 220  | 3    | 0    | 76   | 60     | 2.46   | 1.10 |
| 2015       | 小熊       | 32   | 32   | 1    | 0    | 0      | 11  | 12 | 0        | 0    | .478  | 828      | 205.0  | 183    | 16       | 47   | 0    | 7        | 207  | 8    | 0    | 83   | 76     | 3.34   | 1.12 |
| 通算：10年 | 通算：10年 | 285  | 284  | 12   | 4    | 4      | 127 | 79 | 0        | 0    | .617  | 7511     | 1801.0 | 1675   | 161      | 592  | 4    | 63       | 1664 | 47   | 1    | 762  | 711    | 3.55   | 1.26 |
- 粗體字為年度聯盟最高

## 投球風格
萊斯特是一位左投手，採用的是四分之三投球。他投球主要包括了四縫線快速球（92－96 mph）、切球（88－91 mph）、變速球（84－87 mph）以及不錯的曲球（76－79 mph）。其中切球的評價最高，為萊斯特投球的主要武器。

## 私人生活
2008年7月11日，萊斯特和女友法拉約翰遜訂婚，他們倆是2007年萊斯特在1A格林維爾隊進行復健賽時認識的。

### 和淋巴癌抗爭
2006年8月27日，由於背部的傷勢，萊斯特不得不取消之前預定對奧克蘭運動家的先發。之後就進了15天傷病名單，並回到波士頓做檢查。他的背傷被認為是月初的一場車禍造成的。8月31日，萊斯特被診斷出淋巴結腫大，並將做進一步的檢查。幾天之後，馬薩諸塞州總醫院的醫生確診萊斯特為可治療的間變性大細胞淋巴瘤。
之後萊斯特前往西雅圖的一家癌症研究中心進行化學治療。2006年12月，ESPN報道萊斯特最近的一次CT檢查結果顯示疾病消退。因此他也參加2007年的春訓，新的賽季從1A起步。7月23日，萊斯特終於重返大聯盟，在第一場客場對上克里夫蘭印地安人的比賽中，先發6局投出6次三振，僅掉兩分，拿下勝投。
為了表彰萊斯特從淋巴癌中康復，波士頓的美國棒球作家協會成員決定授予他托尼·科尼格拉羅獎（Tony Conigliaro Award）。2008年10月7日，萊斯特在癌症研究中心最後一次做了全面的檢查後，獲得了2008年哈奇獎。

## 外部鏈接
- 球員資訊和成績在MLB ，ESPN ，Retrosheet ，Baseball Reference ，Baseball Reference (Minors) ，Fangraphs ，The Baseball Cube （英文）
- 萊斯特的個人官方網站
- 萊斯特接受採訪

| 獎項                                           | 獎項                                               | 獎項                                   |
| ---------------------------------------------- | -------------------------------------------------- | -------------------------------------- |
| 前任： 約翰·雷基 克里夫·李 弗朗西斯科·利瑞安諾 | 美國聯盟單月最佳投手 2008年7月 2008年9月 2010年5月 | 繼任： 克里夫·李 扎克·格林基 克里夫·李 |